# Möllenbeck (Landkreis Ludwigslust-Parchim)
Die Gemeinde Möllenbeck gehört zum Amt Grabow im Landkreis Ludwigslust-Parchim in Mecklenburg-Vorpommern (Deutschland).

## Geografie und Verkehrsanbindung
Möllenbeck liegt im Südwesten Mecklenburg-Vorpommerns zwischen den Flüssen Tarnitz und Löcknitz. Durch das Gemeindegebiet fließt der Löcknitz-Mühlbach. Die nächstgelegene Stadt ist Grabow, wo sich ein Bahnanschluss befindet und von wo aus die Bundesstraße 5 erreicht wird. Der Autobahnanschluss zur A 24 (Parchim) liegt zwölf Kilometer östlich.
Umgeben wird Möllenbeck von den Nachbargemeinden Karrenzin im Norden, Ziegendorf im Osten, Brunow im Südosten, Dambeck und Balow im Süden, Zierzow im Westen sowie Muchow im Nordwesten.
Zur Gemeinde gehören die Ortsteile Möllenbeck, Menzendorf, Carlshof und Horst.

## Geschichte
Möllenbeck wurde 1343 erstmals urkundlich erwähnt. Der einstige Besitz des Geschlechts der von Bosel ging 1409 an das Geschlecht der Gans zu Putlitz über. Im 15. Jahrhundert entstand so aus einer Grundherrschaft eine Gutswirtschaft. Durch die Grenznähe zur Mark Brandenburg ist Möllenbeck von den Kampfhandlungen zwischen Mecklenburg und der Mark Brandenburg nicht verschont worden, was zeitweise sogar zu einer Entvölkerung führte. Von 1468 bis 1822 Jahrhundert besaß die ritterschaftliche Familie von Koppelow das Land, die Ende des 17. Jahrhunderts ein Herrenhaus auf alten Fundamenten errichtete und dieses im 18. Jahrhundert noch erweiterte. 1830 wurde das Gut an die Familie von Treuenfels veräußert, die das Herrenhaus durch einen Neubau ersetzte. Nach dem Zweiten Weltkrieg wurde die Familie entschädigungslos enteignet. Das Herrenhaus wurde dann zeitweise als Schule und später als Verkaufsstelle für Lebensmittel und als Kulturstätte genutzt, bis es Mitte der 1980er Jahre abgerissen wurde.

## Politik

### Gemeindevertretung und Bürgermeister
Der Gemeinderat besteht (inkl. Bürgermeister) aus 7 Mitgliedern. Die Wahl zum Gemeinderat am 26. Mai 2019 hatte folgende Ergebnisse:
| Partei/Bewerber            | Prozent | Sitze |
| -------------------------- | ------- | ----- |
| Einzelbewerber Sackmann    | 23,55   | 1     |
| Einzelbewerber Pasewald    | 15,94   | 1     |
| Einzelbewerber D. Gawron   | 15,94   | 1     |
| Einzelbewerber Chr. Gawron | 13,41   | 1     |
| Einzelbewerber Bellmann    | 10,51   | 1     |
| Einzelbewerber Weltermann  | 10,51   | 1     |

Bürgermeister der Gemeinde ist Uwe Holzwarth, er wurde mit 57,95 % der Stimmen gewählt.

### Dienstsiegel
Die Gemeinde verfügt über kein amtlich genehmigtes Hoheitszeichen, weder Wappen noch Flagge. Als Dienstsiegel wird das kleine Landessiegel mit dem Wappenbild des Landesteils Mecklenburg geführt. Es zeigt einen hersehenden Stierkopf mit abgerissenem Halsfell und Krone und der Umschrift „GEMEINDE MÖLLENBECK • LANDKREIS LUDWIGSLUST-PARCHIM“.

## Sehenswürdigkeiten

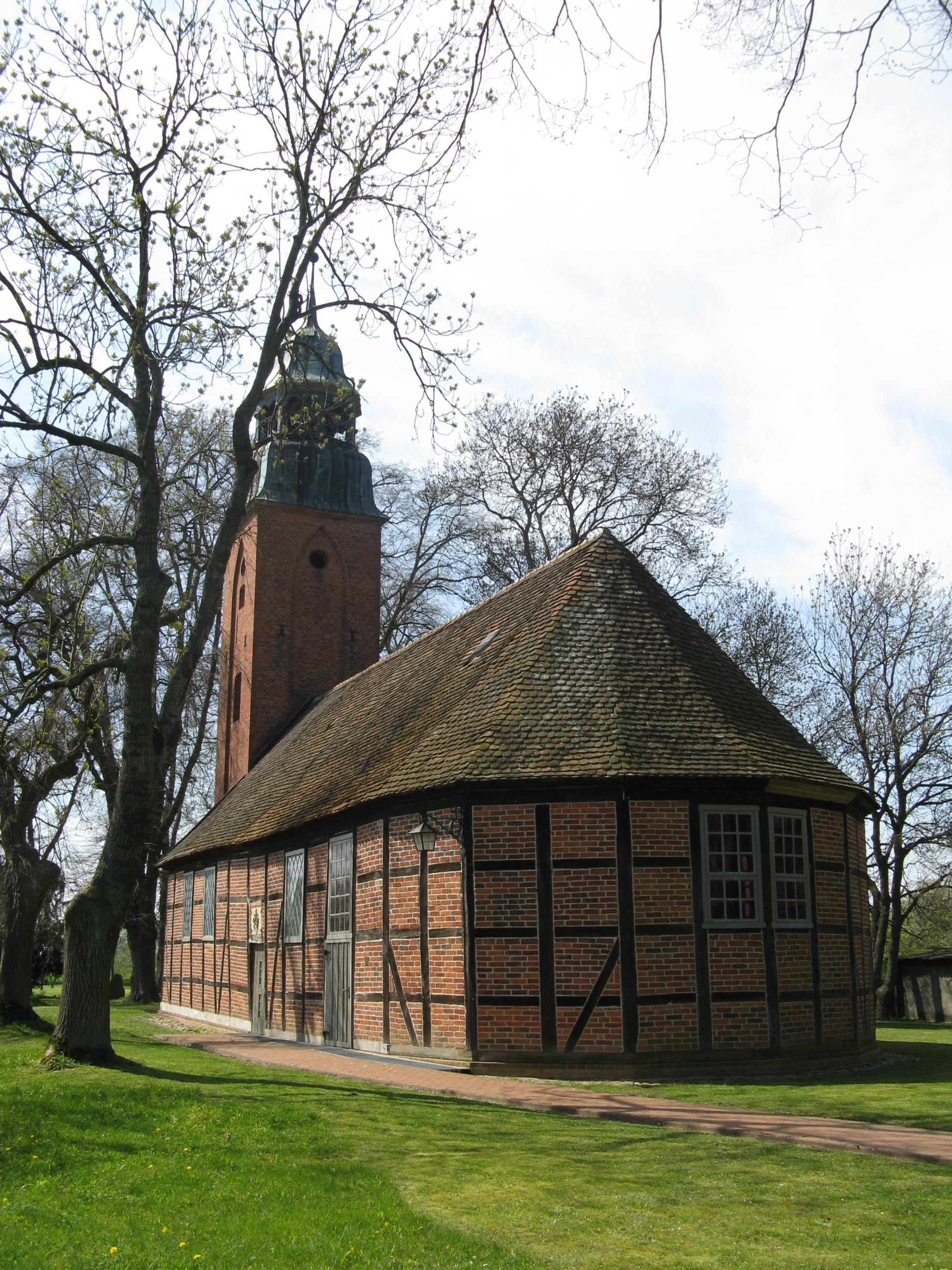
Dorfkirche

- Ziegel-Fachwerk-Dorfkirche aus dem 17. Jahrhundert. Die Restaurierung nach der „Wende“ wurde mit Mitteln der Deutschen Stiftung Denkmalschutz und der Rudolf-August-Oetker-Stiftung gefördert.[7]

Die Baudenkmale der Gemeinde sind in der Liste der Baudenkmale in Möllenbeck (Landkreis Ludwigslust-Parchim) aufgeführt.